# Nagy durranás
Nagy durranás (eredeti cím angolul: Hot Shots!) 1991-ben bemutatott amerikai akció-filmvígjáték, Charlie Sheen főszereplésével. Az 1986-os Top Gun című film paródiája. 1993-ban folytatása készült Nagy durranás 2. – A második pukk címmel. A filmet a Csupasz pisztoly-sorozat alkotógárdája jegyzi.
Az élőszereplős játékfilm rendezője Jim Abrahams, producere Bill Badalato. A forgatókönyvet Jim Abrahams és Pat Proft írta, a zenéjét Lévay Szilveszter szerezte, a 20th Century Fox készült.

## Történet
Topper Harley, a kezelhetetlen vadászpilóta visszatér a támaszpontjára, hogy részt vegyen a szupertitkos Alvó Menyét akcióban egy félvak pilóta, egy nagyvonalú katona, egy hiú bájgúnár és egy fizetését keveslő pszichiáternő társaságában.

## Szereplők
| Szerep                               | Színész              | Magyar hang          |
| ------------------------------------ | -------------------- | -------------------- |
| Topper Harley                        | Charlie Sheen        | Rátóti Zoltán        |
| Kent Gregory                         | Cary Elwes           | Szabó Sipos Barnabás |
| Ramada Thompson                      | Valeria Golino       | Tóth Enikő           |
| Benson admirális                     | Lloyd Bridges        | Velenczey István     |
| James Block parancsnok               | Kevin Dunn           | Szombathy Gyula      |
| Jim 'Pancser' Pfaffenbach            | Jon Cryer            | Pusztaszeri Kornél   |
| Kowalski                             | Kristy Swanson       | Jani Ildikó          |
| Pete 'Hullajelölt' Thompson          | William O'Leary      | Schnell Ádám         |
| Mary Thompson                        | Heidi Swedberg       | Györgyi Anna         |
| Leland 'Buzz' Harley                 | Bill Irwin           | Jakab Csaba          |
| Dominic 'Mailman' Farnham            | Ryan Stiles          | Csankó Zoltán        |
| Wilson                               | Efrem Zimbalist, Jr. | Elekes Pál           |
| Rosener                              | Mark Arnott          | Jakab Csaba          |
| 'Red' Herring                        | Bruce A. Young       | Papp János           |
| Margolis kapitány                    | Ryan Cutrona         | Szokolay Ottó        |
| Owatonna                             | Rino Thunder         | Huszár László        |
| Orvos                                | Don Lake             | Melis Gábor          |
| Légiirányító                         | Kelly Connell        | Orosz István         |
| Scooter                              | Ryan Fitzgerald      | N/A                  |
| Jazz                                 | Al Clegg             | N/A                  |
| Lawrence Lipps                       | Pat Proft            | Csankó Zoltán        |
| Mentőautó sofőrje                    | Tony Simotes         | Wohlmuth István      |
| Kommunikációs tiszt                  | Jeff Bright          | Wohlmuth István      |
| Mentő                                | Don Luce             | Nagy Gábor           |
| Ringszpíker                          | Jimmy Lennon, Jr.    | Nagy Gábor           |
| Tiszt az S.S. Essess fedélzetén      | TAB                  | Nagy Gábor           |
| Nővér                                | Judith Kahan         | Némedi Mari          |
| Francine, a titkárnő                 | Marie Thomas         | Némedi Mari          |
| Rabbi                                | Ed Herschlar         | Antal László         |
| Fogorvos                             | TAB                  | Antal László         |
| Vadász                               | TAB                  | Antal László         |
| Zongorista                           | Marc Shaiman         | (nem szólal meg)     |
| Szaddám Huszein                      | Jerry Haleva         | (nem szólal meg)     |
| Csoportos futók vezetője             | TAB                  | Balázsi Gyula        |
| Tolókocsis az S.S. Essess fedélzetén | TAB                  | Varga Tamás          |

## Forgatás
A forgatás 1990. december 20-án kezdődött és 1991 március 21-én fejeződött be.

## Díjak, jelölések
| Év   | Díj           | Kategória | Jelölt           | Eredmény |
| ---- | ------------- | --------- | ---------------- | -------- |
| 1992 | Golden Screen |           | 20th Century Fox | Elnyerte |

## Filmzene
1. Dion and the Belmonts  – Dream Lover (Bobby Darin dala)
2. What The World Needs Now Is Love
3. The Brady Bunch Theme
4. Valeria Golino & Rachel Sweet – The Man I Love
5. Dick Tracey – Dirty Looks
6. Serenade In Blue
7. Kenny James – Only You (And You Alone)
8. Tom Jones – It's Not Unusual
9. M.C. Hammer – U Can't Touch This
10. National Emblem March
11. Kenny Loggins – Danger Zone (Video)

## Televíziós megjelenések
FilmNet, TV3, RTL Klub